# Ufficio per le pari opportunità
Gli uffici per le pari opportunità (noti anche come servizi per le pari opportunità o delegate/i alle pari opportunità) sono servizi dell'amministrazione pubblica preposti alla promozione dell'uguaglianza di diritto e di fatto fra donna e uomo in tutti gli ambiti della vita. I loro principali campi di azione riguardano i settori diritto, lavoro, famiglia, formazione, politica e società.
Oltre ai servizi per le pari opportunità dell'amministrazione pubblica, sia tra le parti sociali che in seno ad aziende od organizzazioni operano anche specialisti (delegate/i alle pari opportunità, specialisti di questioni di genere) che, nel loro settore di competenza, sono responsabili del dossier «parità dei sessi».

## Servizi per le pari opportunità in Svizzera
In Svizzera, a livello nazionale, opera dal 1988 l’Ufficio federale per l'uguaglianza fra donna e uomo (UFU). Subordinato al Dipartimento federale dell'interno, ha il compito di promuovere la parità dei sessi in tutti gli ambiti della vita, ossia di eliminare qualsiasi forma di discriminazione diretta e indiretta. L'UFU è attivo nel campo dell'informazione e della sensibilizzazione, mette a disposizione di lavoratrici e lavoratori, datrici e datori di lavoro come pure associazioni strumenti concreti, redige prese di posizione su temi di attualità ed è responsabile dell'assegnazione degli aiuti finanziari in base alla legge sulla parità dei sessi.
A livello regionale, 17 Cantoni svizzeri su 26 e cinque Città possiedono un proprio ufficio per le pari opportunità. Se da un lato tutti questi uffici sono responsabili dell'attuazione della parità dei sessi nell'area geografica di loro competenza, dall'altro, ciascuno di essi svolge compiti diversi. A volte, il loro mansionario include anche la promozione delle pari opportunità all'interno dell'Amministrazione cantonale o cittadina nel ruolo di datore di lavoro. Spesso, inoltre, la loro attività si concentra prioritariamente sul cambiamento delle strutture piuttosto che sull'aiuto individuale.
Per adempiere al loro mandato, gli uffici per le pari opportunità collaborano con altri servizi statali, con le parti sociali, le organizzazioni femminili e maschili attive sul territorio, nonché altri attori economici e sociali che, non di rado, vengono coinvolti attraverso le commissioni permanenti (ad es., a livello nazionale, la Commissione federale per le questioni femminili) dei Governi. Insieme, gli uffici per le pari opportunità di Confederazione, Cantoni e Città hanno dato vita alla Conferenza Svizzera delle Delegate per la Parità fra Donne e Uomini, alla quale partecipa con lo status di osservatore anche il loro omologo del Principato del Liechtenstein.
Sul piano politico, l'utilità degli uffici per le pari opportunità viene regolarmente messa in discussione attraverso interventi parlamentari. Nel 2008, nel Cantone di Basilea Campagna il 63% degli aventi diritto di voto ha respinto un'iniziativa popolare lanciata dall'Unione Democratica di Centro (UDC) volta ad abolire il relativo servizio cantonale.